# ソクナ語
ソクナ語（SawknahまたはSokna）は、ベルベル語の一種で、東部ベルベル諸語に属す言語である。リビアのフェザーンの北東部のソクナとフカハで話されている。

## 参照
1. 1 2 3  Sokna at Ethnologue (17th ed., 2013)（アーカイブ）
2. ↑  ベルベルしょご【ベルベル諸語 Berber】『世界大百科事典 第2版』、コトバンク。